# Blanche Martire
Blanche Martire (née le 30 mars 1995 à Paris) est une auteure française.

## Biographie
Née à Paris, Blanche Martire passe son enfance à Marseille, dont sa famille paternelle est originaire. Fille de bibliothécaire, elle fréquente avec sa mère les salons du livre de la région. 
À 14 ans, elle se déscolarise. Sa phobie scolaire est le résultat d'un harcèlement au collège resté invisible aux professeurs et à sa famille,. Elle rédige alors son premier roman Et il me dit : « Pourquoi tu rigoles jamais Blanche ? »,.
Après avoir obtenu son bac, elle signe un contrat avec les éditions Fabert, et l'ouvrage est publié en 2014, à ses 19 ans. Pour Christine Lemée, de La Revue des livres pour enfants du Centre national de la littérature pour la jeunesse (CNLJ) : « Les phrases [sont] assénées comme des gifles. ». En 2016, elle fait partie pour ce roman de la sélection pour la 7e édition du prix Escales Littéraires en lycée professionnel en Auvergne et en est lauréate.[réf. nécessaire]
Après avoir exploré le thème du harcèlement à l'école dans son premier livre, l'autrice s'est intéressée à la question de l'hypersexualisation des jeunes filles dans un essai, Chair et âme, paru en 2016. Elle y décrit, avec des éléments autobiographiques, 4 filles inséparables passionnées par l'écologie et têtes de classe au CM2. Puis vient le collège, l'adolescence, les rumeurs et la culture porno qui règne. « La tentative de self-défense des filles est complexe et subtile. Elles provoquent, emploient des expressions qui ne doivent pas sortir de la bouche d'une fille, réduisent les hommes à des pénis sur pattes, leur rendent la pareille. », raconte Blanche,. Cet essai, l'un des premiers à importer en France métropolitaine le thème de l'hypersexualisation[réf. nécessaire], plus étudié au Québec,[source insuffisante], sert de support à une exposition de textes et de photos « sur la manière dont la femme est traitée par les publicitaires ». Ses premières occurrences ont eu lieu en partenariat avec le Centre Régional International Jeunesse Provence Alpes (CRIJPA) à Marseille, puis à la médiathèque de Vitrolles, et à celle de Rognac en 2017. 
À la suite de ces travaux, Blanche Martire intervient lors de l'édition 2018 du Congrès international des recherches féministes dans la francophonie (CIRFF), à l'université Paris-Nanterre sur le thème de l'amour, de la sexualité et du consentement, dans le colloque intitulé Violences conjugales faites aux femmes : apports théoriques, pratiques de lutte.

## Œuvres
- Et il me dit : Pourquoi tu rigoles jamais Blanche ? (ill. Sabadel) (roman), Paris, éditions Fabert, 2015, 88 p. (ISBN 978-2-84922-277-5)
- Chair et âme : l’hypersexualisation des jeunes filles (essai), Paris, éditions Fabert, 2016, 190 p. (ISBN 978-2-84922-390-1)
- Luciole (roman), Paris/22-Saint-Brieuc, éditions Fabert, 2017, 159 p. (ISBN 978-2-84922-486-1)
- « De l'enfant à l'adulte, développer l'empathie pour un monde meilleur », ActuaLitté,‎ 2018 (lire en ligne)
- Lilly et le labyrinthe, éditions Fabert, 2021 (ISBN 9782849226247)
- Intime (recueil de poèmes), éditions Frison Roche Belles Lettres, 2023 (ISBN 978-2-49253-656-4)
- Paroles d'Animaux (ill. Robin Malgat), Allez-Zou, 2024 (ISBN 978-2492689079)
- Sauver Papa, éditions Le Calicot, 2024 (ISBN 979-10-97340-21-6)
- Nono, éditions Fabert, 2024 (ISBN 978-28-4922-753-4)